# Baba Diawara
Papa Babacar 'Baba' Diawara (Dakar, 5 januari 1988) is een Senegalees voormalig voetballer die speelde als centrumspits.

## Carrière
Diawara werd geboren in Dakar en begon met voetballen bij ASC Jeanne d'Arc in de Senegalese Ligue 1. Op 19-jarige leeftijd verhuisde hij naar Europa om aan de slag te gaan bij CS Marítimo in Portugal. Hij was in zijn eerste seizoen een prominente speler in het reserve-elftal, waarna hij aan het einde van het seizoen 2007/08 debuteerde in de hoofdmacht tegen CF Estrela da Amadora (1-1).
In de volgende zomer werd Diawara definitief naar het eerste elftal overgeheveld en kwam hij tot 10 doelpunten uit 25 wedstrijden in het seizoen 2008/09. Zijn goede vorm zorgde voor interesse van meerdere clubs, waaronder Sporting Lissabon en Heart of Midlothian. Desondanks bleef hij nog drie seizoen verbonden aan de club, waarvoor hij in totaal meer dan 100 wedstrijden speelde. 
Diawara tekende op 17 januari 2012 een contract tot medio 2017 bij Sevilla. Hij maakte zijn debuut in de Primera División op 29 januari, toen hij in de wedstrijd tegen Málaga laat in de tweede helft José Antonio Reyes verving. Hij wist echter nooit uit te groeien tot basisspeler en werd voornamelijk als invaller gebruikt. Gebrek aan speeltijd zorgde ervoor dat hij verhuurd werd aan achtereenvolgend Levante en Getafe. In februari 2017, na een terugkeer van anderhalf seizoen bij Marítimo, ging Diawara aan de slag bij Adelaide United in de Australische A-League.
In december 2019 tekende Diawara in India bij Mohun Bagan.  Bij de club baarde de spits opzien door in negen wedstrijden tien doelpunten te maken. Diawara won in 2020 met zijn club de I-League. In februari 2021 ging Diawara aan de slag bij competitiegenoot Punjab FC. In 2022 sloot de Senegalees zijn loopbaan af in Oman bij Al-Nasr.